# Casa al carrer Sant Ferran, 9 (Garriguella)
La Casa al carrer Sant Ferran, 9 de Garriguella (Alt Empordà) està inclosa en l'Inventari del Patrimoni Arquitectònic de Catalunya. És una casa bastida vers el segle xviii, com ho testimonia la data inscrita a la llinda de la porta principal amb l'any 1763.

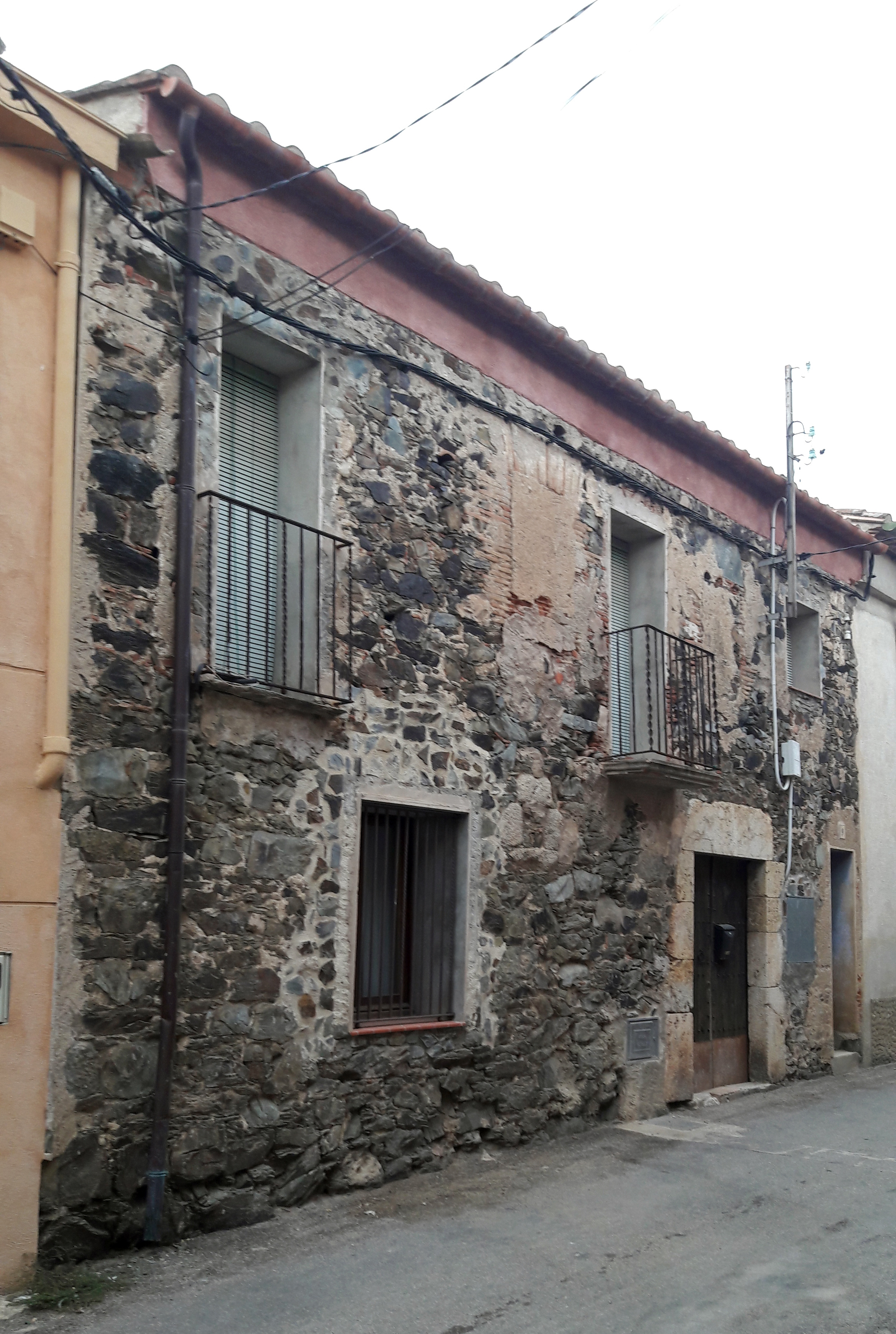
La casa abans de l'última reforma

## Descripció
Situada al bell mig del nucli urbà de la població de Garriguella, delimitada entre els carrers Sant Ferran i de Bonavia. Edifici entre mitgeres de planta rectangular, amb la coberta de dues vessants de teula i distribuït en planta baixa i pis. La façana principal presenta totes les obertures rectangulars, la majoria de nova obertura o bé reformades. L'única obertura original es correspon amb el portal d'accés, amb els brancals bastits amb carreus desbastats de pedra i la llinda plana gravada amb la data 1763. La construcció és bastida amb pedra de diverses mides i fragments de material constructiu, lligat amb morter.